# Cinquième circonscription de la Loire
La cinquième circonscription de la Loire est l'une des sept circonscriptions législatives françaises que compte le département de la Loire (42) situé en région Auvergne-Rhône-Alpes.

## Description géographique et démographique

### De 1958 à 1986
La cinquième circonscription de la Loire était composée de :
- canton de La Pacaudière
- canton de Roanne
- canton de Saint-Germain-Laval
- canton de Saint-Haon-le-Châtel
- canton de Saint-Just-en-Chevalet

Source : Journal Officiel du 14-15 Octobre 1958.

### De 1988 à 2012
La cinquième circonscription de la Loire est délimitée par le découpage électoral de la loi no 86-1197 du 24 novembre 1986
, elle regroupe les divisions administratives suivantes : 
- canton de la Pacaudière
- canton de Roanne-Nord
- canton de Roanne-Sud
- canton de Saint-Germain-Laval
- canton de Saint-Haon-le-Châtel
- canton de Saint-Just-en-Chevalet.
- canton du coteau

D'après le recensement général de la population en 1999, réalisé par l'INSEE, la population totale de cette circonscription est estimée à 96 215 habitants,.

### De 2012 à 2015
À compter du découpage électoral de 2010, elle regroupe les cantons suivants :
- Belmont-de-la-Loire,
- Charlieu,
- La Pacaudière,
- Perreux,
- Roanne-Nord,
- Roanne-Sud,
- Saint-Haon-le-Châtel,
- Saint-Just-en-Chevalet,
- Saint-Symphorien-de-Lay

### À partir de 2015
À la suite du redécoupage des cantons de 2014, les circonscriptions législatives ne sont plus composées de cantons entiers mais continuent à être définies selon les limites cantonales en vigueur en 2010. Elle est composée des cantons actuels suivants :
- du Coteau (19 communes parmi les 29),
- Charlieu,
- Renaison,
- Roanne-1,
- Roanne-2

## Historique des députations
| Législature | Début de mandat | Fin de mandat  | Député          | Parti politique | Observations                                                                          |
| ----------- | --------------- | -------------- | --------------- | --------------- | ------------------------------------------------------------------------------------- |
| IXe         | 23 juin 1988    | 1er avril 1993 | Jean Auroux     | PS              |                                                                                       |
| Xe          | 2 avril 1993    | 21 avril 1997  | Yves Nicolin,   | UDF,            | Mandat écourté à la suite d'une dissolution parlementaire décidée par Jacques Chirac. |
| XIe         | 12 juin 1997    | 18 juin 2002   | Yves Nicolin,   | DL,             |                                                                                       |
| XIIe        | 19 juin 2002    | 19 juin 2007   | Yves Nicolin,   | UMP,            |                                                                                       |
| XIIIe       | 20 juin 2007    | 19 juin 2012   | Yves Nicolin    | UMP             |                                                                                       |
| XIVe        | 20 juin 2012    | 20 juin 2017   | Yves Nicolin    | UMP             |                                                                                       |
| XVe         | 21 juin 2017    | 21 juin 2022   | Nathalie Sarles | MoDEM LREM      |                                                                                       |

## Historique des élections

### Élections de 1958
| Candidat       | Candidat         | Parti          | Premier tour | Premier tour | Second tour | Second tour |  |
| Candidat       | Candidat         | Parti          | Voix         | %            | Voix        | %           |  |
| -------------- | ---------------- | -------------- | ------------ | ------------ | ----------- | ----------- |  |
|                | Paul Pillet élu  | UDSR           | 15 542       | 37,61        | 19 425      | 48,24       |  |
|                | Maurice Meyer    | UNR            | 8 716        | 21,09        | 11 896      | 29,54       |  |
|                | Jean Diat        | PCF            | 7 747        | 18,74        | 8 949       | 22,22       |  |
|                | Jacques Gougenot | SFIO           | 5 260        | 12,73        | Retrait     | Retrait     |  |
|                | Adrien Scheider  | UFF            | 2 764        | 6,69         | Retrait     | Retrait     |  |
|                | Eugène Cancel    | UFD            | 1 300        | 3,15         |             |             |  |
|                |                  |                |              |              |             |             |  |
| Inscrits       | Inscrits         | Inscrits       | 59 292       | 100,00       | 59 292      | 100,00      |  |
| Abstentions    | Abstentions      | Abstentions    | 17 165       | 28,95        | 18 053      | 30,45       |  |
| Votants        | Votants          | Votants        | 42 127       | 71,05        | 41 239      | 69,55       |  |
| Blancs et nuls | Blancs et nuls   | Blancs et nuls | 798          | 1,89         | 969         | 2,35        |  |
| Exprimés       | Exprimés         | Exprimés       | 41 329       | 98,11        | 40 270      | 97,65       |  |

Le suppléant de Paul Pillet était Victor Bonne, conseiller général, maire de Renaison.

### Élections de 1962
| Candidat       | Candidat                  | Parti          | Premier tour | Premier tour | Second tour | Second tour |  |
| Candidat       | Candidat                  | Parti          | Voix         | %            | Voix        | %           |  |
| -------------- | ------------------------- | -------------- | ------------ | ------------ | ----------- | ----------- |  |
|                | Paul Pillet sortant réélu | CD             | 14 421       | 40,64        | 18 830      | 49,35       |  |
|                | Paul Racodon              | UNR-UDT        | 8 391        | 23,64        | 7 899       | 20,7        |  |
|                | Jean Diat                 | PCF            | 8 090        | 22,8         | 11 429      | 29,95       |  |
|                | Gabriel Langlois          | SFIO           | 2 720        | 7,66         | Retrait     | Retrait     |  |
|                | Eugène Cancel             | UFD            | 1 866        | 5,26         | Retrait     | Retrait     |  |
|                |                           |                |              |              |             |             |  |
| Inscrits       | Inscrits                  | Inscrits       | 59 358       | 100,00       | 59 358      | 100,00      |  |
| Abstentions    | Abstentions               | Abstentions    | 22 823       | 38,45        | 20 117      | 33,89       |  |
| Votants        | Votants                   | Votants        | 36 535       | 61,55        | 39 241      | 66,11       |  |
| Blancs et nuls | Blancs et nuls            | Blancs et nuls | 1 047        | 2,87         | 1 083       | 2,76        |  |
| Exprimés       | Exprimés                  | Exprimés       | 35 488       | 97,13        | 38 158      | 97,24       |  |

La suppléante de Paul Pillet était Cécile Buhot, Directrice de foyer de jeunes travailleuses, conseillère municipale de Roanne.

### Élections de 1967
| Candidat       | Candidat             | Parti          | Premier tour | Premier tour | Second tour | Second tour |  |
| Candidat       | Candidat             | Parti          | Voix         | %            | Voix        | %           |  |
| -------------- | -------------------- | -------------- | ------------ | ------------ | ----------- | ----------- |  |
|                | Alain Terrenoire élu | UD-Ve          | 14 508       | 32,75        | 19 455      | 41,69       |  |
|                | Paul Pillet sortant  | CD (PDM)       | 13 452       | 30,36        | 10 581      | 22,67       |  |
|                | Jean Diat            | PCF            | 11 287       | 25,48        | 16 633      | 35,64       |  |
|                | Marcel Salaud        | PSU            | 5 058        | 11,42        |             |             |  |
|                |                      |                |              |              |             |             |  |
| Inscrits       | Inscrits             | Inscrits       | 60 650       | 100,00       | 60 650      | 100,00      |  |
| Abstentions    | Abstentions          | Abstentions    | 15 191       | 25,05        | 13 173      | 21,72       |  |
| Votants        | Votants              | Votants        | 45 459       | 74,95        | 47 477      | 78,28       |  |
| Blancs et nuls | Blancs et nuls       | Blancs et nuls | 1 154        | 2,54         | 808         | 1,7         |  |
| Exprimés       | Exprimés             | Exprimés       | 44 305       | 97,46        | 46 669      | 98,3        |  |

Le suppléant d'Alain Terrenoire était le Docteur Jack Chevalier, médecin à Roanne.

### Élections de 1968
| Candidat       | Candidat                       | Parti          | Premier tour | Premier tour | Second tour | Second tour |  |
| Candidat       | Candidat                       | Parti          | Voix         | %            | Voix        | %           |  |
| -------------- | ------------------------------ | -------------- | ------------ | ------------ | ----------- | ----------- |  |
|                | Alain Terrenoire sortant réélu | UDR (URP)      | 18 268       | 39,8         | 25 047      | 62,81       |  |
|                | Paul Pillet                    | CD (PDM)       | 10 432       | 22,73        | Retrait     | Retrait     |  |
|                | Jean Diat                      | PCF            | 8 934        | 19,46        | 14 833      | 37,19       |  |
|                | Marcel Santarelli              | Radical (FGDS) | 8 266        | 18,01        | Retrait     | Retrait     |  |
|                |                                |                |              |              |             |             |  |
| Inscrits       | Inscrits                       | Inscrits       | 60 112       | 100,00       | 60 112      | 100,00      |  |
| Abstentions    | Abstentions                    | Abstentions    | 13 601       | 22,63        | 17 210      | 28,63       |  |
| Votants        | Votants                        | Votants        | 46 511       | 77,37        | 42 902      | 71,37       |  |
| Blancs et nuls | Blancs et nuls                 | Blancs et nuls | 611          | 1,31         | 3 022       | 7,04        |  |
| Exprimés       | Exprimés                       | Exprimés       | 45 900       | 98,69        | 39 880      | 92,96       |  |

Le suppléant d'Alain Terrenoire était Joseph Pitiot, conseiller municipal de Riorges.

### Élections de 1973
| Candidat       | Candidat                       | Parti          | Premier tour | Premier tour | Second tour | Second tour |  |
| Candidat       | Candidat                       | Parti          | Voix         | %            | Voix        | %           |  |
| -------------- | ------------------------------ | -------------- | ------------ | ------------ | ----------- | ----------- |  |
|                | Alain Terrenoire sortant réélu | UDR (URP)      | 18 480       | 39,06        | 26 683      | 57,68       |  |
|                | André Lavenir                  | PCF            | 9 719        | 20,54        | 19 575      | 42,32       |  |
|                | Jean Baboulène                 | PS (UGSD)      | 8 751        | 18,5         | Retrait     | Retrait     |  |
|                | François Garcia                | CD (MR)        | 8 470        | 17,9         | Retrait     | Retrait     |  |
|                | Charles Soubeyran              | LO             | 1 119        | 2,37         |             |             |  |
|                | René Arnold                    | FN             | 775          | 1,64         |             |             |  |
|                |                                |                |              |              |             |             |  |
| Inscrits       | Inscrits                       | Inscrits       | 62 708       | 100,00       | 62 706      | 100,00      |  |
| Abstentions    | Abstentions                    | Abstentions    | 14 461       | 23,06        | 13 698      | 21,84       |  |
| Votants        | Votants                        | Votants        | 48 247       | 76,94        | 49 008      | 78,16       |  |
| Blancs et nuls | Blancs et nuls                 | Blancs et nuls | 933          | 1,93         | 2 750       | 5,61        |  |
| Exprimés       | Exprimés                       | Exprimés       | 47 314       | 98,07        | 46 258      | 94,39       |  |

Le suppléant d'Alain Terrenoire était Joseph Pitiot.

### Élections de 1978
| Candidat       | Candidat                 | Parti             | Premier tour | Premier tour | Second tour | Second tour |  |
| Candidat       | Candidat                 | Parti             | Voix         | %            | Voix        | %           |  |
| -------------- | ------------------------ | ----------------- | ------------ | ------------ | ----------- | ----------- |  |
|                | Alain Terrenoire sortant | RPR               | 21 232       | 37,83        | 28 980      | 49,53       |  |
|                | Jean Auroux élu          | PS                | 17 264       | 30,76        | 29 530      | 50,47       |  |
|                | Serge Feugère            | PCF               | 9 711        | 17,3         | Retrait     | Retrait     |  |
|                | Michel Desvignes         | UDF (CDS)         | 4 812        | 8,57         |             |             |  |
|                | Jean-Claude Myard        | Divers écologiste | 1 445        | 2,57         |             |             |  |
|                | Marcel Debarnot          | Extrême droite    | 884          | 1,57         |             |             |  |
|                | Catherine Tourier        | LO                | 658          | 1,17         |             |             |  |
|                | Jean-Louis Dupuy         | UOPDP             | 123          | 0,22         |             |             |  |
|                |                          |                   |              |              |             |             |  |
| Inscrits       | Inscrits                 | Inscrits          | 70 113       | 100,00       | 70 181      | 100,00      |  |
| Abstentions    | Abstentions              | Abstentions       | 13 107       | 18,69        | 10 844      | 15,45       |  |
| Votants        | Votants                  | Votants           | 57 006       | 81,31        | 59 337      | 84,55       |  |
| Blancs et nuls | Blancs et nuls           | Blancs et nuls    | 877          | 1,54         | 827         | 1,39        |  |
| Exprimés       | Exprimés                 | Exprimés          | 56 129       | 98,46        | 58 510      | 98,61       |  |

Le suppléant de Jean Auroux était Jean-Jacques Bénetière ingénieur agronome, adjoint au maire de Roanne.

### Élections de 1981
|                | Jean Auroux sortant réélu | PS             | 24 468 | 51,30  |  |  |  |
|                | Jean-Jacques Brossard     | RPR (UNM)      | 11 366 | 23,83  |  |  |  |
|                | Serge Feugère             | PCF            | 6 086  | 12,76  |  |  |  |
|                | Jacques Calmels           | UDF (CDS)      | 5 772  | 12,10  |  |  |  |
|                |                           |                |        |        |  |  |  |
| Inscrits       | Inscrits                  | Inscrits       | 70 734 | 100,00 |  |  |  |
| Abstentions    | Abstentions               | Abstentions    | 22 417 | 31,69  |  |  |  |
| Votants        | Votants                   | Votants        | 48 317 | 68,31  |  |  |  |
| Blancs et nuls | Blancs et nuls            | Blancs et nuls | 625    | 1,29   |  |  |  |
| Exprimés       | Exprimés                  | Exprimés       | 47 692 | 98,71  |  |  |  |

Le suppléant de Jean Auroux était Jean-Jacques Bénetière. Jean-Jacques Bénetière remplaça Jean Auroux, nommé membre du gouvernement, du 25 juillet 1981 au 12 mars 1986.

### Élections de 1988
| Candidat       | Candidat                  | Parti          | Premier tour | Premier tour | Second tour | Second tour |  |
| Candidat       | Candidat                  | Parti          | Voix         | %            | Voix        | %           |  |
| -------------- | ------------------------- | -------------- | ------------ | ------------ | ----------- | ----------- |  |
|                | Jean Auroux sortant réélu | PS             | 17 588       | 42,46        | 24 516      | 53,17       |  |
|                | Pierre Guérin             | RPR (URC)      | 13 957       | 33,69        | 21 591      | 46,83       |  |
|                | Serge Feugère             | PCF            | 4 822        | 11,64        |             |             |  |
|                | Raymond Béni              | FN             | 3 266        | 7,88         |             |             |  |
|                | François Priolet          | Divers droite  | 1 549        | 3,74         |             |             |  |
|                | Didier Pérey              | Divers droite  | 240          | 0,58         |             |             |  |
|                |                           |                |              |              |             |             |  |
| Inscrits       | Inscrits                  | Inscrits       | 68 970       | 100,00       | 68 969      | 100,00      |  |
| Abstentions    | Abstentions               | Abstentions    | 26 610       | 38,58        | 21 452      | 31,1        |  |
| Votants        | Votants                   | Votants        | 42 360       | 61,42        | 47 517      | 68,9        |  |
| Blancs et nuls | Blancs et nuls            | Blancs et nuls | 938          | 2,21         | 1 410       | 2,97        |  |
| Exprimés       | Exprimés                  | Exprimés       | 41 422       | 97,79        | 46 107      | 97,03       |  |

Le suppléant de Jean Auroux était Christian Avocat, professeur, Premier adjoint au maire de Roanne

### Élections de 1993
| Candidat       | Candidat                | Parti          | Premier tour | Premier tour | Second tour | Second tour |  |
| Candidat       | Candidat                | Parti          | Voix         | %            | Voix        | %           |  |
| -------------- | ----------------------- | -------------- | ------------ | ------------ | ----------- | ----------- |  |
|                | Yves Nicolin élu        | UDF (PR)       | 12 896       | 28,73        | 29 609      | 65,69       |  |
|                | Yves Le Gaillard        | RPR            | 9 795        | 21,82        | Retrait     | Retrait     |  |
|                | Jean Auroux sortant     | PS (ADFP)      | 8 916        | 19,86        | 15 466      | 34,31       |  |
|                | Norbert Chetail         | FN             | 4 699        | 10,47        |             |             |  |
|                | Serge Fonton            | PCF            | 3 338        | 7,44         |             |             |  |
|                | Bruno Barriquand        | Les Verts (EÉ) | 2 546        | 5,67         |             |             |  |
|                | Gérard Coclin           | LT-LNÉ         | 1 727        | 3,85         |             |             |  |
|                | Jean-Louis Guglielmetto | LO             | 971          | 2,16         |             |             |  |
|                |                         |                |              |              |             |             |  |
| Inscrits       | Inscrits                | Inscrits       | 68 301       | 100,00       | 68 299      | 100,00      |  |
| Abstentions    | Abstentions             | Abstentions    | 20 740       | 30,37        | 19 805      | 29          |  |
| Votants        | Votants                 | Votants        | 47 561       | 69,63        | 48 494      | 71          |  |
| Blancs et nuls | Blancs et nuls          | Blancs et nuls | 2 673        | 5,62         | 3 419       | 7,05        |  |
| Exprimés       | Exprimés                | Exprimés       | 44 888       | 94,38        | 45 075      | 92,95       |  |

Le suppléant d'Yves Nicolin était Aymar de Seroux, conseiller municipal de Saint-Romain-la-Motte.

### Élections de 1997
| Candidat       | Candidat                   | Parti          | Premier tour | Premier tour | Second tour | Second tour |  |
| Candidat       | Candidat                   | Parti          | Voix         | %            | Voix        | %           |  |
| -------------- | -------------------------- | -------------- | ------------ | ------------ | ----------- | ----------- |  |
|                | Yves Nicolin sortant réélu | UDF (PR)       | 14 100       | 32,92        | 23 522      | 51,94       |  |
|                | Jean Auroux                | PS             | 12 308       | 28,73        | 21 762      | 48,06       |  |
|                | Norbert Chetail            | FN             | 6 508        | 15,19        |             |             |  |
|                | Serge Fonton               | PCF            | 3 915        | 9,14         |             |             |  |
|                | Bruno Barriquand           | Les Verts      | 1 568        | 3,66         |             |             |  |
|                | Daniel Durand              | GÉ             | 1 393        | 3,25         |             |             |  |
|                | Jean-Louis Guglielmetto    | LO             | 1 336        | 3,12         |             |             |  |
|                | Marianne Peguet            | MPF (LDI)      | 1 183        | 2,76         |             |             |  |
|                | Nicolas Laurenceau         | MDC            | 524          | 1,22         |             |             |  |
|                |                            |                |              |              |             |             |  |
| Inscrits       | Inscrits                   | Inscrits       | 67 548       | 100,00       | 67 547      | 100,00      |  |
| Abstentions    | Abstentions                | Abstentions    | 22 293       | 33           | 19 010      | 28,14       |  |
| Votants        | Votants                    | Votants        | 45 255       | 67           | 48 537      | 71,86       |  |
| Blancs et nuls | Blancs et nuls             | Blancs et nuls | 2 420        | 5,35         | 3 253       | 6,7         |  |
| Exprimés       | Exprimés                   | Exprimés       | 42 835       | 94,65        | 45 284      | 93,3        |  |

Le suppléant d'Yves Nicolin était Philippe Macke, médecin, conseiller régional, Vice-Président du Conseil général, conseiller général RPR du canton de Saint-Just-en-Chevalet.

### Élections de 2002
| Candidat       | Candidat                   | Parti          | Premier tour | Premier tour | Second tour | Second tour |  |
| Candidat       | Candidat                   | Parti          | Voix         | %            | Voix        | %           |  |
| -------------- | -------------------------- | -------------- | ------------ | ------------ | ----------- | ----------- |  |
|                | Yves Nicolin sortant réélu | UMP            | 19 827       | 45,83        | 22 097      | 54,91       |  |
|                | Bernard Jayol              | PS             | 14 408       | 33,31        | 18 144      | 45,09       |  |
|                | Jean-Claude Suchel         | FN             | 3 956        | 9,14         |             |             |  |
|                | Suzy Viboud                | PCF            | 1 131        | 2,61         |             |             |  |
|                | Norbert Chetail            | MNR            | 744          | 1,72         |             |             |  |
|                | Bruno Barriquand           | Les Verts      | 712          | 1,65         |             |             |  |
|                | Jacques Brossard           | CPNT           | 614          | 1,42         |             |             |  |
|                | Nora Maklouf               | LCR            | 561          | 1,3          |             |             |  |
|                | Christine Estero           | LO             | 459          | 1,06         |             |             |  |
|                | Marcelle Gay               | LT-LNÉ         | 366          | 0,85         |             |             |  |
|                | Caroline Célarier          | MPF            | 258          | 0,6          |             |             |  |
|                | Danielle Roy               | PT             | 141          | 0,33         |             |             |  |
|                | Leslie Houcine             | GÉ             | 83           | 0,19         |             |             |  |
|                |                            |                |              |              |             |             |  |
| Inscrits       | Inscrits                   | Inscrits       | 68 453       | 100,00       | 68 452      | 100,00      |  |
| Abstentions    | Abstentions                | Abstentions    | 24 412       | 35,66        | 27 045      | 39,51       |  |
| Votants        | Votants                    | Votants        | 44 041       | 64,34        | 41 407      | 60,49       |  |
| Blancs et nuls | Blancs et nuls             | Blancs et nuls | 781          | 1,77         | 1 166       | 2,82        |  |
| Exprimés       | Exprimés                   | Exprimés       | 43 260       | 98,23        | 40 241      | 97,18       |  |

Le suppléant d'Yves Nicolin était Philippe Macke.

### Élections de 2007
| Candidat       | Candidat                   | Parti          | Premier tour | Premier tour | Second tour | Second tour |  |
| Candidat       | Candidat                   | Parti          | Voix         | %            | Voix        | %           |  |
| -------------- | -------------------------- | -------------- | ------------ | ------------ | ----------- | ----------- |  |
|                | Yves Nicolin sortant réélu | UMP            | 19 329       | 46,45        | 21 324      | 50,67       |  |
|                | Laure Déroche              | PS             | 13 227       | 31,78        | 20 761      | 49,33       |  |
|                | Michel Boufferet           | UDF–MoDem      | 2 836        | 6,82         |             |             |  |
|                | Séverine Brun              | FN             | 1 857        | 4,46         |             |             |  |
|                | Suzy Viboud                | PCF            | 989          | 2,38         |             |             |  |
|                | Stéphane Dune              | LCR            | 792          | 1,9          |             |             |  |
|                | Serge Alibert              | Les Verts      | 719          | 1,73         |             |             |  |
|                | Gérard Dumas               | PT             | 558          | 1,34         |             |             |  |
|                | Norbert Chetail            | MPF            | 507          | 1,22         |             |             |  |
|                | Claire Debroise            | GÉ             | 281          | 0,68         |             |             |  |
|                | Christine Estero           | LO             | 272          | 0,65         |             |             |  |
|                | Antonio Caruso             | LT-LNÉ         | 247          | 0,59         |             |             |  |
|                |                            |                |              |              |             |             |  |
| Inscrits       | Inscrits                   | Inscrits       | 69 277       | 100,00       | 69 276      | 100,00      |  |
| Abstentions    | Abstentions                | Abstentions    | 26 969       | 38,93        | 26 141      | 37,73       |  |
| Votants        | Votants                    | Votants        | 42 308       | 61,07        | 43 135      | 62,27       |  |
| Blancs et nuls | Blancs et nuls             | Blancs et nuls | 694          | 1,64         | 1 050       | 2,43        |  |
| Exprimés       | Exprimés                   | Exprimés       | 41 614       | 98,36        | 42 085      | 97,57       |  |

### Élections de 2012
| Candidat       | Candidat                   | Parti          | Premier tour | Premier tour | Second tour | Second tour |  |
| Candidat       | Candidat                   | Parti          | Voix         | %            | Voix        | %           |  |
| -------------- | -------------------------- | -------------- | ------------ | ------------ | ----------- | ----------- |  |
|                | Yves Nicolin sortant réélu | UMP            | 25 645       | 41,85        | 33 487      | 56,35       |  |
|                | Laure Déroche              | PS             | 19 803       | 32,32        | 25 936      | 43,65       |  |
|                | Michèle Agrafeil           | RBM (FN)       | 8 270        | 13,50        |             |             |  |
|                | Jean-Paul Loire            | FG (PG) (PCF)  | 3 616        | 5,90         |             |             |  |
|                | Serge Alibert              | EÉLV           | 1 771        | 2,89         |             |             |  |
|                | Jean-François Vial         | AC (CNIP)      | 1 030        | 1,68         |             |             |  |
|                | Gérard Dumas               | POI            | 698          | 1,14         |             |             |  |
|                | Édith Roche                | LO             | 334          | 0,55         |             |             |  |
|                | Yonnel Levy                | Pirate         | 111          | 0,18         |             |             |  |
|                | Pascale Chrétien           | DLR            | 0            | 0,00         |             |             |  |
|                |                            |                |              |              |             |             |  |
| Inscrits       | Inscrits                   | Inscrits       | 101 389      | 100,00       | 101 386     | 100,00      |  |
| Abstentions    | Abstentions                | Abstentions    | 39 171       | 38,63        | 39 833      | 39,29       |  |
| Votants        | Votants                    | Votants        | 62 218       | 61,37        | 61 553      | 60,71       |  |
| Blancs et nuls | Blancs et nuls             | Blancs et nuls | 940          | 1,51         | 2 130       | 3,46        |  |
| Exprimés       | Exprimés                   | Exprimés       | 61 278       | 98,49        | 59 423      | 96,54       |  |

### Élections de 2017
|                                                                           |                                                                        |                           |                           |                          |                          |
|                                                                           |                                                                        | Premier tour 11 juin 2017 | Premier tour 11 juin 2017 | Second tour 18 juin 2017 | Second tour 18 juin 2017 |
|                                                                           |                                                                        |                           |                           |                          |                          |
|                                                                           |                                                                        | Nombre                    | % des inscrits            | Nombre                   | % des inscrits           |
| Inscrits                                                                  | Inscrits                                                               | 101 144                   | 100,00                    | 101 008                  | 100,00                   |
| Abstentions                                                               | Abstentions                                                            | 50 426                    | 49,86                     | 56 182                   | 55,62                    |
| Votants                                                                   | Votants                                                                | 50 718                    | 50,14                     | 44 826                   | 44,38                    |
|                                                                           |                                                                        |                           | % des votants             |                          | % des votants            |
| Bulletins blancs                                                          | Bulletins blancs                                                       | 850                       | 1,68                      | 3 487                    | 7,78                     |
| Bulletins nuls                                                            | Bulletins nuls                                                         | 376                       | 0,74                      | 1 331                    | 2,97                     |
| Suffrages exprimés                                                        | Suffrages exprimés                                                     | 49 492                    | 97,58                     | 40 008                   | 89,25                    |
|                                                                           |                                                                        |                           |                           |                          |                          |
| Candidat Étiquette politique (partis et alliances)                        | Candidat Étiquette politique (partis et alliances)                     | Voix                      | % des exprimés            | Voix                     | % des exprimés           |
|                                                                           |                                                                        |                           |                           |                          |                          |
|                                                                           | Nathalie Sarles Mouvement démocrate (La République en marche)          | 16 880                    | 34,11                     | 21 257                   | 53,13                    |
|                                                                           | Clotilde Robin Les Républicains (Union des démocrates et indépendants) | 12 265                    | 24,78                     | 18 751                   | 46,87                    |
|                                                                           | Sarah Brosset Front national                                           | 7 563                     | 15,28                     |                          |                          |
|                                                                           | Véronique Rakose-Truchet La France insoumise                           | 4 982                     | 10,07                     |                          |                          |
|                                                                           | Brigitte Dumoulin Parti socialiste                                     | 2 443                     | 4,94                      |                          |                          |
|                                                                           | Alain Valentin Europe Écologie Les Verts                               | 1 632                     | 3,30                      |                          |                          |
|                                                                           | Jean-Luc Villemagne Parti communiste français                          | 1 140                     | 2,30                      |                          |                          |
|                                                                           | Colette Roussel Divers                                                 | 765                       | 1,55                      |                          |                          |
|                                                                           | Karine Maurice Debout la France                                        | 622                       | 1,26                      |                          |                          |
|                                                                           | Céline Thomas Extrême droite (Civitas)                                 | 548                       | 1,11                      |                          |                          |
|                                                                           | Édith Roche Lutte ouvrière                                             | 391                       | 0,79                      |                          |                          |
|                                                                           | Brice Fiquemo Divers (Union populaire républicaine)                    | 261                       | 0,53                      |                          |                          |
| Source : Ministère de l'Intérieur - Cinquième circonscription de la Loire |                                                                        |                           |                           |                          |                          |

### Élections de 2022
| Résultats des élections législatives des 12 et 19 juin 2022 de la 5e circonscription de la Loire |                          |                          |                          |              |              |             |             |
| Candidat                                                                                         | Candidat                 | Parti et coalition       | Nuance                   | Premier tour | Premier tour | Second tour | Second tour |
| Candidat                                                                                         | Candidat                 | Parti et coalition       | Nuance                   | Voix         | %            | Voix        | %           |
|                                                                                                  | Antoine Vermorel-Marques | LR (UDC)                 | LR                       | 13 031       | 25,77        | 24 575      | 61,72       |
|                                                                                                  | Nathalie Sarles          | LREM (ENS)               | ENS                      | 11 842       | 23,41        | 15 245      | 38,28       |
|                                                                                                  | Ismaël Stevenson         | LFI (NUPES)              | NUP                      | 10 292       | 20,35        |             |             |
|                                                                                                  | Sandrine Granger         | RN                       | RN                       | 9 623        | 19,03        |             |             |
|                                                                                                  | Raphaël Pessoa           | REC                      | REC                      | 2 058        | 4,07         |             |             |
|                                                                                                  | Marilyne Emorine         | PRG                      | RDG                      | 1 094        | 2,16         |             |             |
|                                                                                                  | Grégory Chevret          | LEA (TUPV)               | ECO                      | 768          | 1,52         |             |             |
|                                                                                                  | Philippe Granchamp       | PA                       | ECO                      | 558          | 1,10         |             |             |
|                                                                                                  | Kevin Cazottes Bosco     | DLF (UPF)                | DSV                      | 544          | 1,08         |             |             |
|                                                                                                  | Édith Roche              | LO                       | DXG                      | 512          | 1,01         |             |             |
|                                                                                                  | Yann Esteveny            | CIV                      | DXD                      | 254          | 0,50         |             |             |
| Votes valides                                                                                    | Votes valides            | Votes valides            | Votes valides            | 50 576       | 97,83        | 39 820      | 88,40       |
| Votes blancs                                                                                     | Votes blancs             | Votes blancs             | Votes blancs             | 820          | 1,59         | 3 842       | 8,53        |
| Votes nuls                                                                                       | Votes nuls               | Votes nuls               | Votes nuls               | 304          | 0,59         | 1 383       | 3,07        |
| Total                                                                                            | Total                    | Total                    | Total                    | 51 700       | 100          | 45 045      | 100         |
| Abstention                                                                                       | Abstention               | Abstention               | Abstention               | 50 603       | 49,46        | 57 266      | 55,97       |
| Inscrits / participation                                                                         | Inscrits / participation | Inscrits / participation | Inscrits / participation | 102 303      | 50,54        | 102 311     | 44,03       |

### Élections de 2024
| Candidat                 | Candidat                 | Parti et coalition       | Nuance                   | Premier tour | Premier tour | Second tour | Second tour |
| Candidat                 | Candidat                 | Parti et coalition       | Nuance                   | Voix         | %            | Voix        | %           |
| ------------------------ | ------------------------ | ------------------------ | ------------------------ | ------------ | ------------ | ----------- | ----------- |
|                          | Antoine Vermorel-Marques | LR                       | LR                       | 29 832       | 41,99        | 36 613      | 51,11       |
|                          | Sandrine Granger         | RN                       | RN                       | 24 644       | 36,09        | 26 893      | 37,54       |
|                          | Ismaël Stevenson         | LFI (NFP)                | UG                       | 13 039       | 18,35        | 8 130       | 11,35       |
|                          | Florence Nayme           | LRC                      | ECO                      | 956          | 1,35         |             |             |
|                          | Édith Roche              | LO                       | EXG                      | 726          | 1,02         |             |             |
|                          | Robert Lachaud           | REC                      | REC                      | 614          | 0,86         |             |             |
|                          | Yann Esteveny            | Civitas                  | EXD                      | 239          | 0,34         |             |             |
|                          |                          |                          |                          |              |              |             |             |
| Suffrages exprimés       | Suffrages exprimés       | Suffrages exprimés       | Suffrages exprimés       | 71 050       | 97,68        | 71 636      | 97,84       |
| Votes blancs             | Votes blancs             | Votes blancs             | Votes blancs             | 1 187        | 1,63         | 1 131       | 1,54        |
| Votes nuls               | Votes nuls               | Votes nuls               | Votes nuls               | 497          | 0,68         | 447         | 0,61        |
| Total                    | Total                    | Total                    | Total                    | 72 734       | 100          | 73 214      | 100         |
| Abstention               | Abstention               | Abstention               | Abstention               | 28 855       | 28,40        | 28 393      | 27,94       |
| Inscrits / participation | Inscrits / participation | Inscrits / participation | Inscrits / participation | 101 589      | 71,60        | 101 607     | 72,06       |

#### Département de la Loire
- La fiche de l'INSEE de cette circonscription : « Tableaux et Analyses de la cinquième circonscription de la Loire », sur insee.fr, site de l'Institut national de la statistique et des études économiques (consulté le 10 juin 2007) [PDF]

- « Tous les députés du département de la Loire depuis 1789 », sur assemblee-nationale.fr, site de l'Assemblée nationale française (consulté le 10 juin 2007)

- « Informations contentieuses sur le département de la Loire (Élections législatives de 2002) »(Archive.org • Wikiwix • Archive.is • Google • Que faire ?), sur conseil-constitutionnel.fr, site du Conseil constitutionnel (consulté le 13 juin 2007)

#### Circonscriptions en France
- « Carte des circonscriptions législatives en France », sur assemblee-nationale.fr, site de l'Assemblée nationale française (consulté le 10 juin 2007)

- « Résultats électoraux officiels en France »(Archive.org • Wikiwix • Archive.is • Google • Que faire ?), sur interieur.gouv.fr, site du ministère de l'Intérieur (France) (consulté le 13 juin 2007)

- Description et Atlas des circonscriptions électorales de France sur http://www.atlaspol.com, Atlaspol, site de cartographie géopolitique, consulté le 13 juin 2007.